# Квінт Лутацій Катул
Квінт Лутацій Катул (лат. Quintus Lutatius Catulus; 149-87 рр. до н.е.) був консулом Римської республіки у 102 році до н.е. Його колегою по консульству був Гай Марій. Під час їхнього консульства кімври і тевтони знову рушили на південь і загрожували Республіці. Поки Марій воював проти тевтонів у Галлії, Катул повинен був утримати кімврів від вторгнення в Італію. Це йому не вдалося; кімври успішно вторглися в долину річки По. У 101 році до н.е. Катул, як проконсул, продовжив війну проти кімврів. Марій, обраний консулом вп'яте, приєднався до нього, і разом вони провели кампанію проти германських загарбників у долині По. У битві при Верцеллах Марій і Катул завдали рішучої поразки кімврам і поклали край германському вторгненню. Після Верцелл вони ворогували, а Катул покінчив життя самогубством після перемоги Марія у громадянській війні 87 року до н.е.

## Життєпис
Походив з патриціанського роду Лутаціїв. Син Квінта Лутація Катула. У 121 році одружився з донькою впливового політика Гнея Сервілія Цепіона. У 109 році до н. е. обирається претором (разом зі своїм швагром Квінтом Сервілієм Цепіоном). Після цього у 107, 106, 105 роках до н. е. висував свою кандидатуру на посаду консула, але програв відповідно Гаю Атілію Серрану, Гнею Маллію Максиму, Гаю Флавію Фімбрії.
У 102 до н. е. був консулом разом з Гаєм Марієм, брав участь в Кімврській війні. Спочатку захищав Верхню Італії від вторгнення кімврів, а в 101 до н. е., будучи проконсулом, разом з Марієм завдав їм страшну поразку на Равдінських полях біля Верцелли. Після битви виникла суперечка, хто ж узяв більшу участь у битві — Катул чи Марій. Легіонери Катула доводили першість свого полководця списами, якими були пронизані багато вбитих германців — на них було вибито ім'я Катула. У той же час, Плутарх згадує, що Катул був «прекрасною людиною, хоча і не настільки здатним полководцем». Значна роль в успіхах Катула приписується також Суллі, який був легатом у Катула. Проте тріумф був розділений між Марієм і Катулом, хоча Марій продовжував вважати перемогу в битві своєю заслугою.
У 101—100 роках виступав проти лідера популярів — народного трибуна Луція Аппулея Сатурніна. Брав також участь в остаточному придушенні руху останнього. У 88 році до н. е. підтримав Луція Корнелія Сулли, коли той захопив Рим та провів постанови щодо оголошення Гая Марія та народного трибуна Публія Сульпіція ворогами держави.
У 87 до н. е., коли Марій взяв верх над представниками партії сенату, Катул змушений був накласти на себе руки, щоб уникнути кари: отримавши необмежену владу, Марій почав зводити старі рахунки і сказав про Катула, що «він повинен померти». За свідченням Аппіана, Катул був викликаний до суду разом з Луцієм Корнелієм Мерулою, але вони обидва покінчили життя самогубством. За повідомленням Плутарха, Катул «замкнувся в себе в будинку, запалив вугілля і задихнувся в диму».

## Творчість
Катул був видатним оратором, поетом і прозаїком, добре знав грецьку літературу. Він написав історію свого консульства (De consulatu et de rebus gestis suis) у манері Ксенофонта. Епос про Кімберійську війну, що не зберігся, який іноді приписують йому, скоріше за все, був написаний Архієм. Внесок Катула в латинську поезію вважається його найбільш значним літературним досягненням. Йому приписують введення елліністичної епіграми в Рим і виховання смаку до коротких особистих віршів, що досягає успіху в ліричній творчості Валерія Катулла в 50-х роках до нашої ери. Серед кола його літературних друзів, які були дуже різними за соціальним становищем і політичними симпатіями, були Валерій Едіт, Авл Фурій та Порцій Ліциній.
Пліній зараховує його до видатних людей, які писали короткі вірші, що були менш суворими (versiculi parum severi). Збереглися лише дві епіграми Катула, обидві спрямовані на чоловіків. Цицерон зберіг один з двовіршів Катула про знаменитого актора Росція, який, як кажуть, з'являється на сцені подібно до сходу сонця: «хоч він і людина, але здається прекраснішим за бога».

## Як генерал
Під час консульства Катула римляни дізналися, що мандрівні кімври та тевтони планують вторгнення в Італію. Катул, як молодший консул, був відправлений захищати переходи через Альпи з Норікума від кімврів, в той час як старший консул, Гай Марій, проводив кампанію проти тевтонів та їхніх союзників амбронів в Галлії. Перебуваючи в Альпах, Катул за допомогою Луція Корнелія Сулли, який служив Катулу легатом, втихомирив значну частину місцевих племен. Катул вважав своє завдання непрактичним, оскільки існувало багато перевалів, і йому довелося б розділити і послабити свою армію; він вирішив відступити на більш захищену позицію.  Під час відступу Катул занепокоївся, що кімври можуть загнати його військо в кут; тому він вирішив спробувати здобути невелику перемогу, щоб вивести свої війська з регіону. Він повів своє військо на гору, з якої відкривався вид на табір кімврів, а потім наказав своїм людям залишатися готовими до бою, поки він розбиває табір на очах у варварів. З настанням ночі Катул атакував кімврів, а потім, скориставшись спричиненим хаосом, перейшов струмок і продовжив похід на південь. Катул йшов до річки Атесіс; там він наказав своїм людям побудувати укріплення по обидва боки річки з мостом між ними. Коли прибули кімври, вони розбили табір і дослідили оборону Катула. Їхні розвідники повідомили, що не можуть перетнути річку в найближчому оточенні, тому вони вирішили перегородити Атесіс, кидаючи землю, каміння та дерева в потік, створюючи імпровізовану греблю. Знервовані зменшенням потоку води, римляни почали розбивати табір. Катул безуспішно намагався повернути свої війська на позиції. Коли кімври нарешті розпочали штурм, вони виявили лише одну когорту, яка захищала табір на дальньому березі річки. Ці люди билися хоробро і якось зуміли втекти. Катул двічі відступав перед обличчям ворога, але зберіг свою армію неушкодженою. Наступного року (101) його командування було продовжено, і він отримав проконсульські повноваження.
Кімбрі, які просунулися в долину По, врешті-решт були розбиті на Раудінській рівнині, поблизу Верцелл, об'єднаними арміями Катула і Гая Марія. Катул командував римським центром під час битви і спокутував свою провину, привівши своїх людей до перемоги. За свою участь у перемозі над кімврами він був нагороджений Тріумфом. Незважаючи на спільний успіх, обидва полководці вважали один одного запеклими суперниками і після війни побудували конкуруючі храми, щоб продемонструвати божественну прихильність.
Коли головна честь перемоги над Цимбрі була віддана Марію, Катул різко виступив проти свого колишнього співкомандувача і став на бік Сулли, щоб вигнати Марія, Корнелія Цинну та їхніх прихильників з Риму. Коли Цинна і Марій відновили контроль над містом у 87 році до н.е., Катула переслідував племінник Марія, Марк Марій Граціан. Замість того, щоб прийняти неминучий обвинувальний вирок, він покінчив життя самогубством.

## Родина
Мати Катула, Попілія, згодом вийшла заміж за Луція Юлія Цезаря і була матір'ю Луція Юлія Цезаря та Гая Юлія Цезаря Страбона. Цицерон вихваляв Катула за панегірик, який він виголосив на смерть своєї матері, описуючи це як перший випадок, коли римська матрона була удостоєна такої честі.
Засвідчено, що Катул мав трьох дружин:
Доміція з Агенобарбів, мати його сина Квінта Лутатія Катула Капітоліна (консул 78 року, цензор 65 року до н.е.).
Сервілія з Цепіонів, мати його дочки Лутатії, дружини великого оратора Квінта Гортензія (консул 69 року).
Клавдія, з невизначеного роду, але, ймовірно, з маріанської гілки Марцеллі, ймовірно, дочка друга і легата Марія Марка Клавдія Марцелла. Це, ймовірно, був найдовший шлюб Катула (бл. 103-87 рр. до н.е.), якщо, як здається ймовірним, він одружився з нею, щоб заручитися підтримкою Марії для обрання його консулом, чого він лише із запізненням домігся на коміціях у 103-102 рр. до н.е. Однак вона засвідчена як його дружина лише на момент його смерті наприкінці 87 р. до н.е. Немає жодних записів про дітей від цього шлюбу.
Приблизна хронологія сімейних справ Катула:
c. 126 Р. ДО Н. Е: Одруження з Доміцією
125 або 124 до н. е.: народження Катула Капітоліна
c. 111 Р. ДО Н. Е: Смерть або розлучення Доміції
c. 109 ДО Н. Е: Претор, одружився з Сервілією. Вона, ймовірно, була старшою дочкою (народилася близько 124 р. до н.е.) його ровесника і колеги на посаді претора Квінта Сервілія Цепіона (бл. 106 р. до н.е.). 
c. 108 р. до н.е.: народження Лутатії (матері Гортензії Оратрікс і Квінта Гортензія Гортала, поета і цезаря)
105 р. до н.е.: катастрофа в Арусі та опала на Квінта Сервілія Цепіона 104 р. до н.е: Катастрофа при Араусіо, ганьба та ув'язнення Квінта Сервілія Цепіона
104 р. до н.е: Цепій втік у вигнання, а Катул розлучається з дочкою Цепіона Сервілією
103 р. до н.е: Катул одружується з Клавдією.